# پرچم‌های سامورایی
پرچم‌های سامورایی (به ژاپنی: 風林火山 Fūrin Kazan) یا فورین کازان به معنای لغوی باد، جنگل، آتش، کوه فیلمی به کارگردانی هیروشی ایناگاکی است که در سال ۱۹۶۹ اکران شد.

## بازیگران
- توشیرو میفونه
- یوروزویا کینوسوکه
- کاتسوئو ناکامورا
- کن اوگاتا
- تاکاشی شیمورا
- یوجیرو ایشی هارا